# Allocapnia mystica
Allocapnia mystica is een steenvlieg uit de familie Capniidae. De wetenschappelijke naam van de soort is voor het eerst geldig gepubliceerd in 1929 door Frison.